# Coopérative scolaire
En France, une coopérative scolaire est une association regroupant adultes et élèves d'un établissement scolaire réunis autour d'un projet pédagogique.
Présentes dans presque toutes les écoles primaires en France, ainsi que dans un grand nombre d'établissements du second degré, les coopératives scolaires sont dans la majorité d'entre elles affiliées à l'OCCE.

## Motivation et objectifs
La coopérative scolaire est souvent  présentée comme une association permettant de financer des activités périscolaires. En effet, une association peut disposer d'un budget propre, ce qui n'est pas le cas d'une école qui dépend de la mairie pour tout ce qui touche à ses dépenses. Ainsi, il faut distinguer la coopérative scolaire, gérée au sein de l'école par des adultes et des élèves de la caisse des écoles gérée au niveau de la mairie.
Mais la fonction de la coopérative ne se résume pas à la  gestion d'une tirelire. L'Éducation Nationale la définit comme « un regroupement d’adultes et d’élèves qui décident de mettre en œuvre un projet éducatif s’appuyant sur la pratique de la vie associative et coopérative. ». Elle en définit les objectifs pédagogiques: favoriser l'autonomie, la prise d'initiative, la coopération, l'entraide. Elle doit permettre de développer des compétences sociales et civiques. La gestion financière ne doit pas représenter le seul objectif d'une coopérative même si celle-ci peut se révéler un outil important dans « l’apprentissage de la vie associative et économique et de la formation de citoyens responsables. »

## Création
Il existe deux formes juridiques possibles lors de la création d'une coopérative:
- monter une association loi de 1901;
- s'affilier à l'Office central de la coopération à l'école (OCCE).

Dans le premier cas, la coopérative est très autonome dans son fonctionnement mais doit se conformer à toutes les obligations des associations loi 1901  (déclaration à la préfecture, dirigeants responsables pénalement et civilement des fautes commises durant leur exercice) ainsi qu'aux principes qui régissent le service public (laïcité et neutralité). Une convention doit être établie avec l'inspecteur d’académie et  directeur académique des services de l’éducation nationale.
Si l'école ou la classe décide de s'affilier plutôt à l'OCCE, elle est libérée de tout souci administratif car c'est l'OCCE qui assume toutes les responsabilités liées à la création de la coopérative. Elle obtient de plus un soutien, des conseils et des outils pédagogiques pour la gestion de la coopérative. En contrepartie, elle doit verser une cotisation à l'OCCE et adhérer aux statuts de cette association. Elle doit fournir régulièrement à l'OCCE  le  bilan financier et le bilan d'activité de la coopérative.
En pratique, de très nombreux établissement choisissent l'option de l'affiliation à l'OCCE. En 2015, près de 85% des coopératives scolaires dans le public étaient affiliées à l'OCCE.

## Fonctionnement
La coopérative scolaire dispose d'un budget propre. Ses ressources proviennent des cotisations, des subventions et dons éventuels mais aussi des activités entreprises par la coopérative (fête de l'école, spectacles, ...). En respect du principe de gratuité de l'école, l'adhésion d'un élève et le paiement d'une cotisation ne peut en aucun cas être obligatoire et la participation aux activités organisées par la coopérative est ouverte à tous les élèves de l'école, qu'ils soient ou non adhérents.
Le budget de la coopérative scolaire permet de payer ses frais de fonctionnement et ses primes d'assurance et de financer des projets éducatifs (organisation de sortie, création ou amélioration d'une bibliothèque, achat de matériel pour la constitution d'un journal, action de solidarité, ...).
Elle « ne doit en aucun cas se substituer aux obligations des collectivités territoriales concernant les charges d’entretien et de fonctionnement des écoles ».
Pour répondre aux objectifs pédagogiques liés à la création d'une coopérative, les élèves doivent être impliqués dans son fonctionnement. L'éducation nationale préconise, selon le degré de maturité de l'élève:
- une participation des élèves dans son fonctionnement;
- des prises de responsabilité des élèves au sein du bureau;
- un conseil de coopérative de classe regroupant les élèves de la classe et le (ou les) enseignant(s) pour décider en commun des projets à entreprendre;
- un conseil de coopérative d'école regroupant des représentants des élèves, des représentants des enseignants et d'autres partenaires de la communauté éducative.

Elle souhaite également que les parents soient associés aux décisions de la coopérative.
Le bilan financier et le bilan d'activité doivent être communiqués à chaque conseil d'école et la coopérative sous statut loi de 1901 doit organiser une assemblée générale annuelle.
L'OCCE, dans son règlement type, prévoit un conseil de coopérative, constitué de l’ensemble des coopérateurs ou de leurs délégués. Ce conseil élit pour un an un bureau (président, secrétaire, trésorier) qui n'a pas de responsabilité juridique et propose pour validation à la commission départementale, chaque année, un mandataire, adulte, chargé de représenter le conseil départemental de l'OCCE, veiller au respect des statuts et des décisions prises au niveau départemental, et rendre compte de son mandat au niveau départemental. Il veille à la bonne marche de la coopérative et à la bonne mise en œuvre de ses décisions.
En pratique, une coopérative scolaire crée parfois trois types de bureaux : le bureau adultes, le conseil des élèves (avec 2 représentants par classe) et les bureaux de coopératives de classe.

## Jalons historiques
La naissance des coopératives scolaires s'inscrit dans un mouvement plus vaste visant à donner plus d'autonomie aux élèves. Déjà au XIXe siècle, l'école mutuelle prône une part active des élèves dans leur accession au savoir et dans le fonctionnement de l'école. La sensibilisation à l'économie se fait par la création de caisse d'épargne à l'école où l'instituteur reçoit et comptabilise individuellement les sommes épargnées par chaque élève. Paul Robin, dans son programme de 1872 De l'éducation intégrale, envisage une participation de tous les élèves à l'amélioration de leur condition de vie scolaire. Sous l'inspiration de Jean-Cyrille Cavé et Édouard Petit, des mutuelles scolaires se montent pour pallier les manquements des municipalités concernant la gestion des écoles mais les élèves n'y participent pas. Dès 1898, Léopold Mabilleau, grand mutualiste, envisage la création  de coopératives d'élèves juxtaposées aux mutuelles scolaires, au besoin fédérées entre elles, dans lesquelles les élèves pourraient se préparer à leurs futures responsabilités.
La création des premières coopératives scolaires est l'œuvre de Barthélemy Profit. Cet instituteur, devenu inspecteur primaire, avait déjà monté des mutuelles scolaires et écrit en 1911 un ouvrage sur le sujet La Mutualité nouvelle. Aux lendemains de la première guerre mondiale, il crée dans la circonscription de Saint-Jean-d'Angély la première coopérative scolaire pour associer les parents et les enfants à la prospérité de l'école et former leur développement moral et social. Il en expose les principes et son expérience dans un ouvrage, La Coopération à l’école primaire. Contribution à l’idée de l’école d’après-guerre, publié en 1922 et préfacée par Paul Lapie qui soutient son idée, l'année suivante, dans les instructions officielles relatives au nouveau plan des écoles primaires, avec la notion de Self-government,. Profit se rapproche du mouvement de l'éducation nouvelle animé par Roger Cousinet et y expose ses idées.
Parallèlement, dès 1922, la Fédération nationale des coopératives de consommateurs (FNCC) désireuse de former les élèves au principe de la coopération, lance une Commission nationale pour l'enseignement de la coopération dirigée par Émile Bugnon et édite, dès 1924, une brochure Le coopérateur scolaire, qui est cédée en 1926 aux Presses universitaires de France, sous le titre de La Coopération à l’École primaire, Journal illustré de l’école française et qui est largement diffusée dans les classes.
En réponse, Profit crée en  1925, sa propre revue, L'école coopérative. Il reçoit dès cette période le soutien de Célestin Freinet.
En 1928, à la demande de coopératives scolaires désireuses de se fédérer, la  Commission nationale pour l'enseignement de la coopération de la FNCC prend son indépendance et monte un Office indépendant pour la coopération scolaire qui devient en 1929-1930 l'Office central de la coopération à l'école (OCCE).
Profit est très opposé à cette centralisation issue de la FNCC. Pour lui, la coopérative scolaire est essentiellement une association d'enfants et son but n'est pas d'ordre commercial mais d'ordre éducatif. Il refusera toujours d'y adhérer. Il se tourne vers le Groupe français d'éducation nouvelle (GFEN) pour continuer à y défendre ses idées dans la revue Pour l'ère nouvelle.
Freinet, proche des idées de Profit, est très réservé sur l'aspect institutionnel que prend l'organisation des coopératives scolaires. Il voit dans les coopératives scolaires un outil permettant de développer l'autonomie et le travail d'équipe. Pour lui, le règlement doit venir de la réflexion des élèves et non leur être imposé de l'extérieur. Il met également en garde contre le danger que la coopérative scolaire ne soit « qu’une formule économique, qu’un organisme destiné à pallier à [sic] la misère de nos écoles ». Mais il ne désire pas se couper du mouvement coopératif adulte et voit une utilité dans la fédération des coopératives scolaires.
Le mouvement des coopératives scolaires se développe rapidement. En 1936, Jean Zay recommande officiellement la création de coopératives scolaires dans le primaire. Une même recommandation est faite en 1951 pour la création de coopératives scolaires dans le secondaire et le technique. Le nombre de coopératives passe de  4 500 en 1925, à 6 000 en 1939 et 12 800 en 1951.
À cette époque deux courants existent concernant le rôle de la coopérative scolaire. Pour l'OCCE, la coopérative est juxtaposée au temps d'enseignement et possède ses activités propres sans ingérence dans les méthodes d'enseignement. Pour Freinet et l'Institut coopératif de l'école moderne (ICEM), la coopération à l'école doit dépasser les activités dévolues normalement à la coopérative et s'étendre à tout le fonctionnement de la classe, enseignement compris,. Cette rivalité persiste jusqu'au  protocole d'accord entre l'OCCE et l'ICEM de 1959 entérinant leurs différences et leurs objectifs communs.
Le mouvement continue à se développer et, en 2000, l'OCCE regroupe près de 50 000 coopératives et 4 millions d'adhérents.

### Textes historiques
- Barthélemy Profit, « Qu’est-ce qu’une coopérative scolaire ? (Conférence faite au Musée pédagogique le 21 Mai 1923.) (2e assemblée de la Nouvelle Éducation.) », Revue pédagogique, nos 83-2,‎ 1923, p. 233-254 (lire en ligne)
- « Déclaration commune de l'Office central de la coopération à l'école et du Mouvement de l'école moderne », sur icem-freinet.fr, 17 décembre 1959

### Sources secondaires
- Antoine Savoye et Emmanuelle Guey, « La coopération scolaire selon Barthélemy Profit, une composante de l’Education nouvelle ? », Recherches & Educations,‎ mars 2001, p. 41-51 (DOI 10.4000/rechercheseducations.779)
- Jean Vuillet, La coopération à l'école : Avant et après Freinet, Presses Universitaires de France, 1968
- Maurice Paulhiès et Michel Barré, « La coopérative scolaire au sein de la Pédagogie Freinet », Les dossiers pédagogiques de l’Educateur, Institut coopératif de l'école Moderne, nos 34-35,‎ 1er juin 1968 (lire en ligne)
- Sylvain Connac, « Freinet, Profit, Oury, Collot : quelles différences ? », Spirale. Revue de recherches en éducation, no 45,‎ 2010, p. 53-68 (DOI 10.3406/spira.2010.1157, lire en ligne)